# Bulbophyllum peyerianum
Bulbophyllum peyerianum là một loài phong lan thuộc chi Bulbophyllum.